# Heilongjiang
Heilongjiang is een provincie in het noordoosten van China, die is vernoemd naar de rivier de Amoer, die in het Chinees de naam Hēilóngjiāng (Zwarte draak-rivier) draagt. Heilongjiang beslaat een gebied van 460.000 km², en heeft een inwoneraantal van 36.240.000 (officiële census). In het zuiden grenst zij aan de provincie Jilin, in het westen aan de autonome regio Binnen-Mongolië, en in het noorden aan Rusland. Samen met de provincies Jilin en Liaoning vormt Heilongjiang het historisch belangrijke gebied Mantsjoerije.

## Bevolking

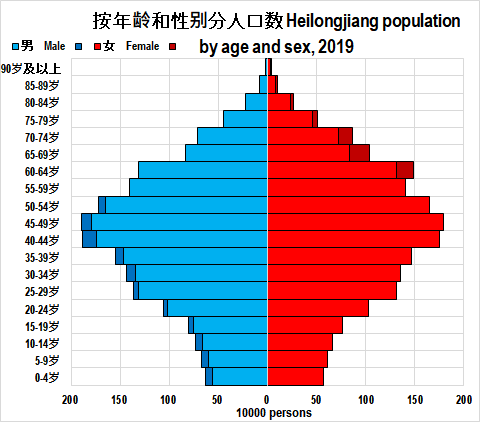
Bevolkingspyramide van de provincie.

De provincie heeft een zeer lage vruchtbaarheidsgraad van 0,76 in 2022 - vooral laag in de stad Jiamusi (gemiddeld 0,41 kinderen per vrouw). In het jaar 2000 telde de provincie nog 38,07 miljoen inwoners, 20 jaar later waren dat er nog 31,8 miljoen. In 2022 was Heilongjiang de provincie met de laagste natuurlijke bevolkingsgroei in China: -0,575%. Er wordt verwacht dat de bevolking in het verdere van de 21e eeuw snel zal afnemen. In 2020 was Heilongjiang de op drie na meest vergrijsde provincie van China: 23,22% van de bevolking was destijds 65 jaar of ouder (ruim 7,3 miljoen inwoners). Kinderen tot 15 jaar vormden slechts 10,32% van de bevolking (minder dan 3,3 miljoen inwoners).
In 2021 woonde ongeveer twee derde van de bevolking in steden (20,8 miljoen inwoners), terwijl een derde in dorpen op het platteland woonde (10 miljoen inwoners).

## Klimaat
Een vochtig continentaal klimaat (Köppen Dwa of Dwb) overheerst in de provincie, maar gebieden in het uiterste noorden hebben een subarctisch klimaat (Köppen Dwc). De winters zijn streng, met een gemiddelde van −31 tot −15 °C in januari, en de zomers zijn kort en warm met een gemiddelde van 18 tot 23 °C in juli. De jaarlijkse gemiddelde neerslag bedraagt circa 400 tot 700 mm, sterk geconcentreerd in de zomer.

## Steden in provincie Heilongjiang
| - Daqing - Fujin - Harbin (hoofdstad) - Hegang - Heihe - Hulin - Jiamusi - Jixi - Mudanjiang |  | - Qinyang - Qiqihar - Qitaihe - Shuangcheng - Shuangyashan - Suihua - Tongjiang - Yichun |

## Bestuurlijke indeling

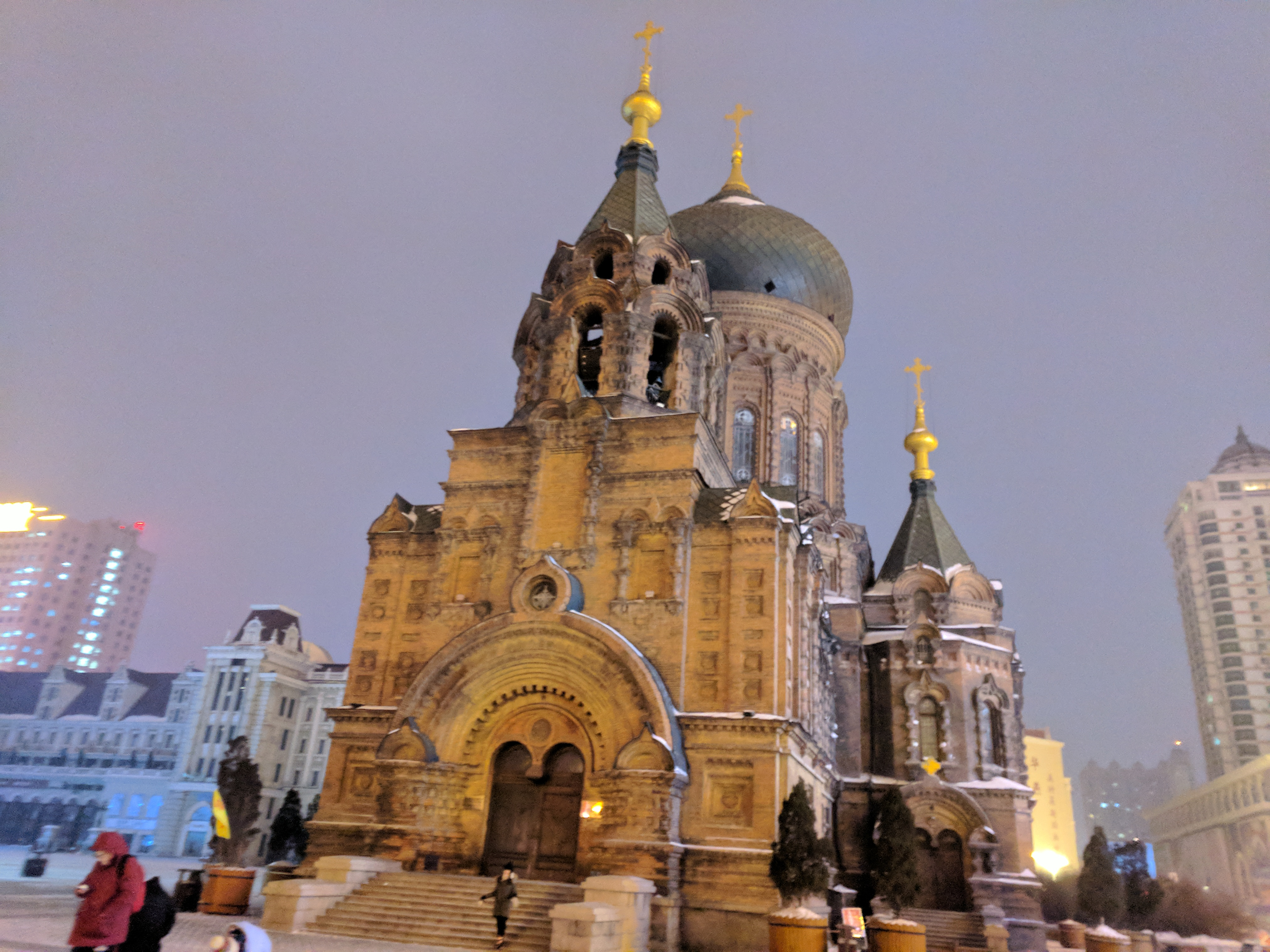
Sofiakathedraal in de hoofdstad Harbin

Heilongjiang is verdeeld in één subprovinciale stad, elf stadsprefecturen en één prefectuur:
|                     |               |              |                    |  |  |  |  |
| Nr.                 | Naam          | Hanzi        | Hanyu Pinyin       |  |  |  |  |
| Subprovinciale stad |               |              |                    |  |  |  |  |
| 1                   | Harbin        | 哈尔滨市     | Hā'ěrbīn Shì       |  |  |  |  |
| Stadsprefecturen    |               |              |                    |  |  |  |  |
| 2                   | Daqing        | 大庆市       | Dàqìng Shì         |  |  |  |  |
| 3                   | Hegang        | 鹤岗市       | Hègǎng Shì         |  |  |  |  |
| 4                   | Heihe         | 黑河市       | Hēihé Shì          |  |  |  |  |
| 5                   | Jiamusi       | 佳木斯市     | Jiāmùsī Shì        |  |  |  |  |
| 6                   | Jixi          | 鸡西市       | Jīxī Shì           |  |  |  |  |
| 7                   | Mudanjiang    | 牡丹江市     | Mǔdānjiāng Shì     |  |  |  |  |
| 8                   | Qiqihar       | 齐齐哈尔市   | Qíqíhā'ěr Shì      |  |  |  |  |
| 9                   | Qitaihe       | 七台河市     | Qītáihé Shì        |  |  |  |  |
| 10                  | Shuangyashan  | 双鸭山市     | Shuāngyāshān Shì   |  |  |  |  |
| 11                  | Suihua        | 绥化市       | Suíhuà Shì         |  |  |  |  |
| 12                  | Yichun        | 伊春市       | Yīchūn Shì         |  |  |  |  |
| Prefectuur          |               |              |                    |  |  |  |  |
| 13                  | Daxing'anling | 大兴安岭地区 | Dàxīng'ānlǐng Dìqū |  |  |  |  |

## Geboren
- Zhang Hong (1988), langebaanschaatsster
- Wang Zhen (1991), snelwandelaar